# Ethmia
Ethmia är ett släkte av fjärilar som beskrevs av Jacob Hübner 1819. Ethmia ingår i familjen familjen Ethmiidae.

## Dottertaxa tillEthmia, i alfabetisk ordning[1][2]
| Ethmia abraxasella |

| Ethmia | Ethmia abraxasella clarissa |  |  |  |

| Ethmia acontias      |
| Ethmia afghana       |
| Ethmia alba          |
| Ethmia albicostella  |
| Ethmia albifrontella |
| Ethmia albistrigella |

| Ethmia | Ethmia albistrigella icariella |  |  |  |

| Ethmia albitogata |
| Ethmia amasina    |
| Ethmia ampanella  |

| Ethmia | Ethmia ampanella griveaudi |  |  |  |

| Ethmia andranella       |  |                |  |  |
| Ethmia angarensis       |  |                |  |  |
| Ethmia angustalatella   |  |                |  |  |
| Ethmia anthracopis      |  |                |  |  |
| Ethmia apicipunctella   |  |                |  |  |
| Ethmia arctostaphylella |  |                |  |  |
| Ethmia argomicta        |  |                |  |  |
| Ethmia argopa           |  |                |  |  |
| Ethmia asbolarcha       |  |                |  |  |
| Ethmia assamensis       |  |                |  |  |
| Ethmia atriflorella     |  |                |  |  |
| Ethmia aurifluella      |  |                |  |  |
| Ethmia autoschista      |  |                |  |  |
| Ethmia baja             |  |                |  |  |
| Ethmia baliostola       |  |                |  |  |
| Ethmia ballistis        |  |                |  |  |
| Ethmia baronella        |  |                |  |  |
| Ethmia befasiella       |  |                |  |  |
| Ethmia bicolorella      |  |                |  |  |
| Ethmia bipunctella      |  | Blåeldssorgmal |  |  |
| Ethmia bittenella       |  |                |  |  |
| Ethmia bombina          |  |                |  |  |
| Ethmia bradleyi         |  |                |  |  |
| Ethmia brevistriga      |  |                |  |  |

| Ethmia | Ethmia brevistriga aridicola |  |  |  |

| Ethmia burnsella     |
| Ethmia caliginosella |
| Ethmia calumniella   |
| Ethmia candidella    |

| Ethmia | Ethmia candidella delicatella |  |  |  |
| Ethmia | Ethmia candidella farinatella |  |  |  |
| Ethmia | Ethmia candidella wiltshirei  |  |  |  |

| Ethmia caradjae     |
| Ethmia cassiopeia   |
| Ethmia catapeltica  |
| Ethmia cellicoma    |
| Ethmia chalcodora   |
| Ethmia chalcogramma |
| Ethmia charybdis    |
| Ethmia chemsaki     |
| Ethmia chrysopyga   |

| Ethmia | Ethmia chrysopyga andalusica  |  |  |  |
| Ethmia | Ethmia chrysopyga staudingeri |  |  |  |

| Ethmia chrysopygella  |
| Ethmia circumdatella  |
| Ethmia cirrhocnemia   |
| Ethmia cirrhosoma     |
| Ethmia clarkei        |
| Ethmia clava          |
| Ethmia clytodoxa      |
| Ethmia comitella      |
| Ethmia comoriensis    |
| Ethmia confusella     |
| Ethmia confusellastra |
| Ethmia conglobata     |
| Ethmia coquillettella |
| Ethmia cordia         |
| Ethmia coronata       |
| Ethmia coscineutis    |
| Ethmia crocosoma      |

| Ethmia | Ethmia crocosoma resignata |  |  |  |

| Ethmia cubensis       |  |                    |  |  |
| Ethmia cupreonivella  |  |                    |  |  |
| Ethmia cyanea         |  |                    |  |  |
| Ethmia cypraeella     |  |                    |  |  |
| Ethmia cypraspis      |  |                    |  |  |
| Ethmia cyrenaicella   |  |                    |  |  |
| Ethmia dactylia       |  |                    |  |  |
| Ethmia davisella      |  |                    |  |  |
| Ethmia decaryanum     |  |                    |  |  |
| Ethmia deconfiturella |  |                    |  |  |
| Ethmia decui          |  |                    |  |  |
| Ethmia dehiscens      |  |                    |  |  |
| Ethmia delliella      |  |                    |  |  |
| Ethmia dentata        |  |                    |  |  |
| Ethmia derbendella    |  |                    |  |  |
| Ethmia discostrigella |  |                    |  |  |
| Ethmia discrepitella  |  |                    |  |  |
| Ethmia distigmatella  |  |                    |  |  |
| Ethmia ditreta        |  |                    |  |  |
| Ethmia dodecea        |  | Prickig stenfrömal |  |  |
| Ethmia duckworthi     |  |                    |  |  |
| Ethmia duplicata      |  |                    |  |  |
| Ethmia elimatella     |  |                    |  |  |
| Ethmia elutella       |  |                    |  |  |
| Ethmia epileuca       |  |                    |  |  |
| Ethmia epiloxa        |  |                    |  |  |
| Ethmia epilygella     |  |                    |  |  |
| Ethmia epitrocha      |  |                    |  |  |
| Ethmia ermineella     |  |                    |  |  |
| Ethmia exornata       |  |                    |  |  |
| Ethmia farrella       |  |                    |  |  |
| Ethmia festiva        |  |                    |  |  |
| Ethmia flavianella    |  |                    |  |  |
| Ethmia flavicaudata   |  |                    |  |  |
| Ethmia fritillella    |  |                    |  |  |
| Ethmia fumidella      |  | Tvillingstenfrömal |  |  |

| Ethmia | Ethmia fumidella delattini |  |  |  |

| Ethmia funerella       |
| Ethmia galactarcha     |
| Ethmia gelidella       |
| Ethmia geranella       |
| Ethmia gigantea        |
| Ethmia glabra          |
| Ethmia glandifera      |
| Ethmia gonimodes       |
| Ethmia haemorrhoidella |
| Ethmia hagenella       |

| Ethmia | Ethmia hagenella josephinella |  |  |  |

| Ethmia hamaxastra    |
| Ethmia hammella      |
| Ethmia heliomela     |
| Ethmia hemadelpha    |
| Ethmia hemicosma     |
| Ethmia heptasema     |
| Ethmia heptasticta   |
| Ethmia hiemalis      |
| Ethmia hieroglyphica |
| Ethmia hilarella     |
| Ethmia hiramella     |
| Ethmia hodgesella    |
| Ethmia howdeni       |
| Ethmia humiliella    |
| Ethmia humilis       |
| Ethmia incertella    |
| Ethmia infelix       |
| Ethmia interposita   |
| Ethmia iphicrates    |
| Ethmia iranella      |
| Ethmia iridella      |
| Ethmia janzeni       |
| Ethmia japonica      |
| Ethmia joviella      |
| Ethmia judicialis    |
| Ethmia julia         |
| Ethmia kabulica      |
| Ethmia kirbyi        |
| Ethmia lapidella     |
| Ethmia lassenella    |
| Ethmia lecmima       |

| Ethmia | Ethmia lecmima heratella |  |  |  |

| Ethmia lepidella      |
| Ethmia leucocirrha    |
| Ethmia libyella       |
| Ethmia lichyi         |
| Ethmia linda          |
| Ethmia lineatonotella |
| Ethmia linosella      |
| Ethmia linsdalei      |
| Ethmia livida         |
| Ethmia longimaculella |

| Ethmia | Ethmia longimaculella coranella |  |  |  |

| Ethmia lugubris      |
| Ethmia macelhosiella |
| Ethmia macneilli     |
| Ethmia maculata      |
| Ethmia maculifera    |
| Ethmia mansita       |
| Ethmia maracandica   |
| Ethmia marmorea      |
| Ethmia melanocrates  |
| Ethmia mimihagenella |
| Ethmia minuta        |
| Ethmia mirusella     |
| Ethmia mixtella      |
| Ethmia monachella    |
| Ethmia mongolica     |
| Ethmia monticola     |

| Ethmia | Ethmia monticola emmeli       |  |  |  |
| Ethmia | Ethmia monticola fuscipedella |  |  |  |

| Ethmia mulleri        |
| Ethmia nadia          |
| Ethmia namangana      |
| Ethmia nigrimaculata  |
| Ethmia nigripedella   |
| Ethmia nigritaenia    |
| Ethmia nigroapicella  |
| Ethmia nivosella      |
| Ethmia nobilis        |
| Ethmia notatella      |
| Ethmia notomurinella  |
| Ethmia novoryella     |
| Ethmia oberthurella   |
| Ethmia octanoma       |
| Ethmia oculigera      |
| Ethmia oculimarginata |
| Ethmia ogovensis      |
| Ethmia olbista        |
| Ethmia omega          |
| Ethmia orestella      |
| Ethmia oterostella    |
| Ethmia pagiopa        |
| Ethmia pala           |
| Ethmia palawana       |
| Ethmia papiella       |
| Ethmia parabittenella |
| Ethmia paucella       |
| Ethmia penthica       |
| Ethmia pericentrota   |
| Ethmia perpulcra      |
| Ethmia phoenicura     |
| Ethmia phricotypa     |
| Ethmia phylacis       |

| Ethmia | Ethmia phylacis ornata |  |  |  |

| Ethmia phylacops        |  |                   |  |  |
| Ethmia piperella        |  |                   |  |  |
| Ethmia plagiobothrae    |  |                   |  |  |
| Ethmia plaumanni        |  |                   |  |  |
| Ethmia playa            |  |                   |  |  |
| Ethmia postica          |  |                   |  |  |
| Ethmia praeclara        |  |                   |  |  |
| Ethmia prattiella       |  |                   |  |  |
| Ethmia proximella       |  |                   |  |  |
| Ethmia pseudoscythrella |  |                   |  |  |
| Ethmia pseustis         |  |                   |  |  |
| Ethmia pullata          |  |                   |  |  |
| Ethmia punctessa        |  |                   |  |  |
| Ethmia pusiella         |  | Större stenfrömal |  |  |

| Ethmia | Ethmia pusiella deletella |  |  |  |

| Ethmia pylonotella   |  |                 |  |  |
| Ethmia pylorella     |  |                 |  |  |
| Ethmia pyrausta      |  | Ängsrutemal     |  |  |
| Ethmia quadrillella  |  | Lungörtssorgmal |  |  |
| Ethmia quadrinotella |  |                 |  |  |

| Ethmia | Ethmia quadrinotella heratella      |  |  |  |
| Ethmia | Ethmia quadrinotella quinquinotella |  |  |  |

| Ethmia quadripunctella |
| Ethmia reposita        |
| Ethmia rhomboidella    |
| Ethmia rothschildi     |
| Ethmia saalmullerella  |
| Ethmia sabiella        |
| Ethmia sandra          |
| Ethmia sciaptera       |
| Ethmia scutula         |
| Ethmia scylla          |
| Ethmia scythropa       |
| Ethmia semilugens      |
| Ethmia semiombra       |

| Ethmia | Ethmia semiombra nebulomba |  |  |  |

| Ethmia semitenebrella |  |                   |  |  |
| Ethmia septempunctata |  |                   |  |  |
| Ethmia shensicola     |  |                   |  |  |
| Ethmia sibirica       |  |                   |  |  |
| Ethmia sibonensis     |  |                   |  |  |
| Ethmia similatella    |  |                   |  |  |
| Ethmia similis        |  |                   |  |  |
| Ethmia soljanikovi    |  |                   |  |  |
| Ethmia sotsaella      |  |                   |  |  |
| Ethmia sphaerosticha  |  |                   |  |  |
| Ethmia sphenisca      |  |                   |  |  |
| Ethmia sporadica      |  |                   |  |  |
| Ethmia spyrathodes    |  |                   |  |  |
| Ethmia striatella     |  |                   |  |  |
| Ethmia submersa       |  |                   |  |  |
| Ethmia submissa       |  |                   |  |  |
| Ethmia subnigritaenia |  |                   |  |  |
| Ethmia subsidiaris    |  |                   |  |  |
| Ethmia subsimilis     |  |                   |  |  |
| Ethmia suspecta       |  |                   |  |  |
| Ethmia tamaridella    |  |                   |  |  |
| Ethmia taxiacta       |  |                   |  |  |
| Ethmia termenalbata   |  |                   |  |  |
| Ethmia terminella     |  | Gråkantad sorgmal |  |  |
| Ethmia terpnota       |  |                   |  |  |
| Ethmia thoraea        |  |                   |  |  |
| Ethmia timberlakei    |  |                   |  |  |
| Ethmia transversella  |  |                   |  |  |
| Ethmia treitschkeella |  |                   |  |  |
| Ethmia tricula        |  |                   |  |  |
| Ethmia trifurcella    |  |                   |  |  |
| Ethmia tripunctella   |  |                   |  |  |

| Ethmia | Ethmia tripunctella rayatella |  |  |  |

| Ethmia tyranthes        |
| Ethmia ubsensis         |
| Ethmia ultima           |
| Ethmia umbricostella    |
| Ethmia umbrimarginella  |
| Ethmia ungulatella      |
| Ethmia unilongistriella |
| Ethmia wellingi         |
| Ethmia vidua            |

| Ethmia | Ethmia vidua flavilaterella |  |  |  |

| Ethmia vittalbella  |
| Ethmia volcanella   |
| Ethmia wursteri     |
| Ethmia xanthopleura |
| Ethmia zaguljaevi   |
| Ethmia zebrata      |
| Ethmia zelleriella  |
| Ethmia zygospila    |

## Bildgalleri

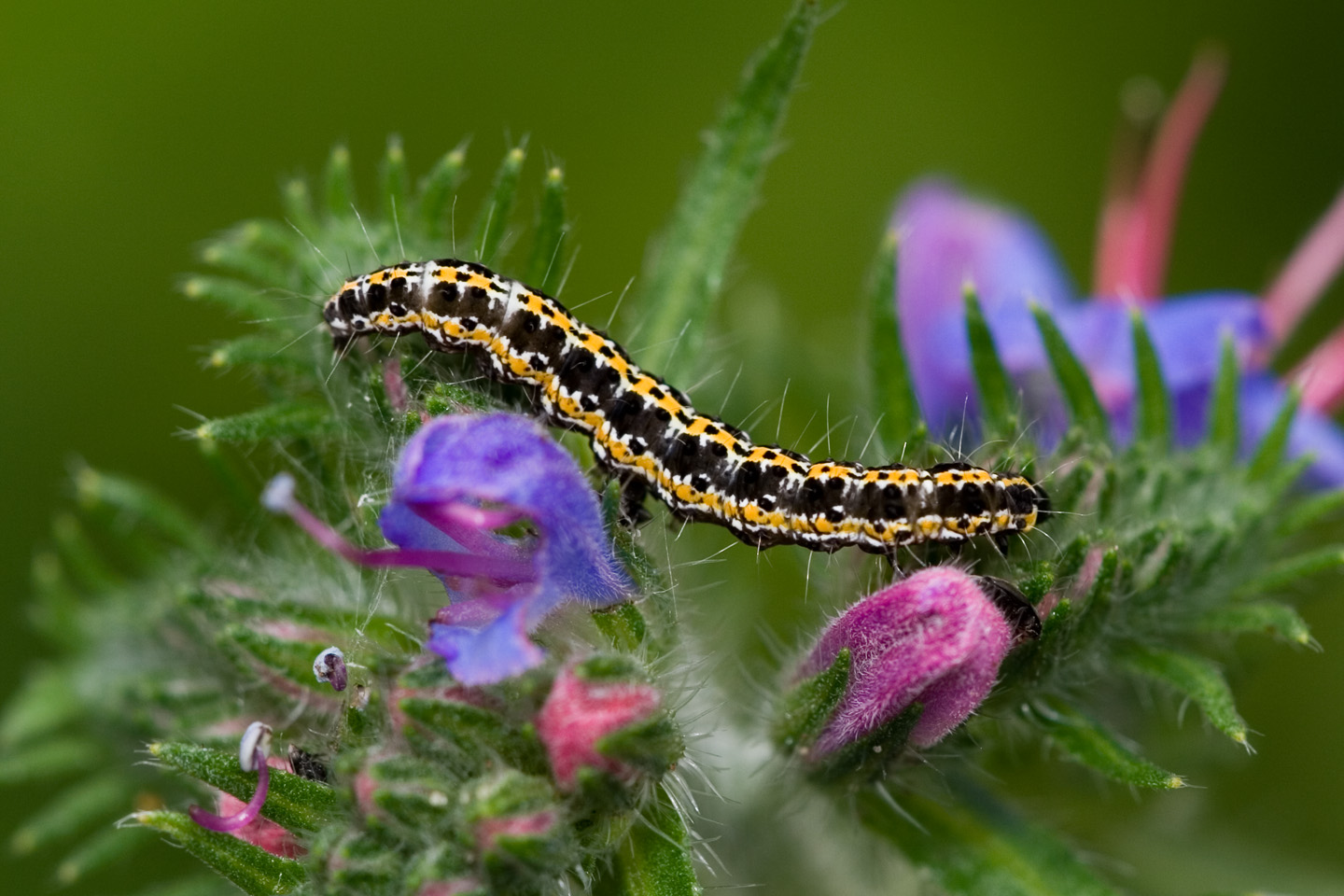
Blåeldssorgmal, Ethmia bipunctella. Larv i blåeld
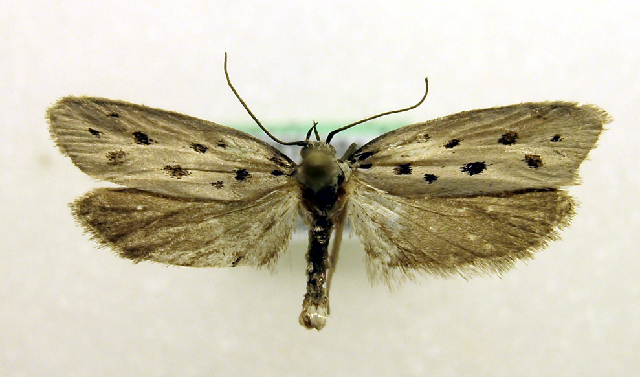
Prickig stenfrömal, Ethmia dodecea. Preparerad imago
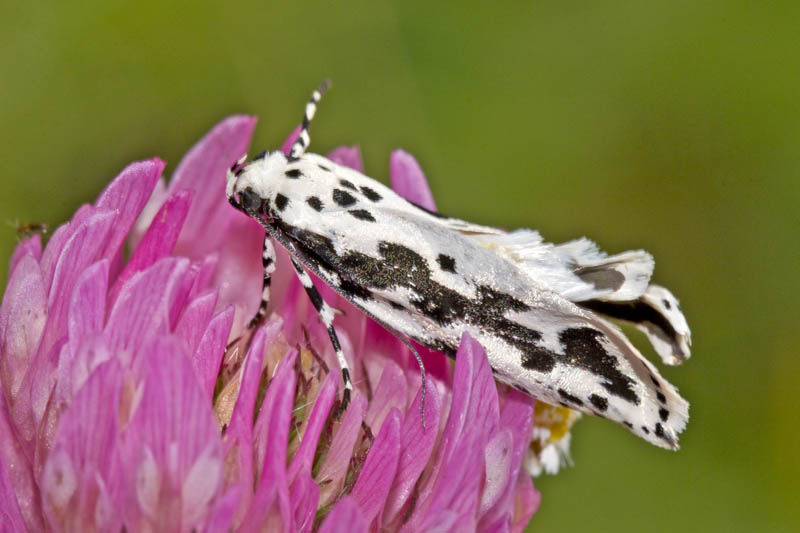
Större stenfrömal, Ethmia pusiella. Imago
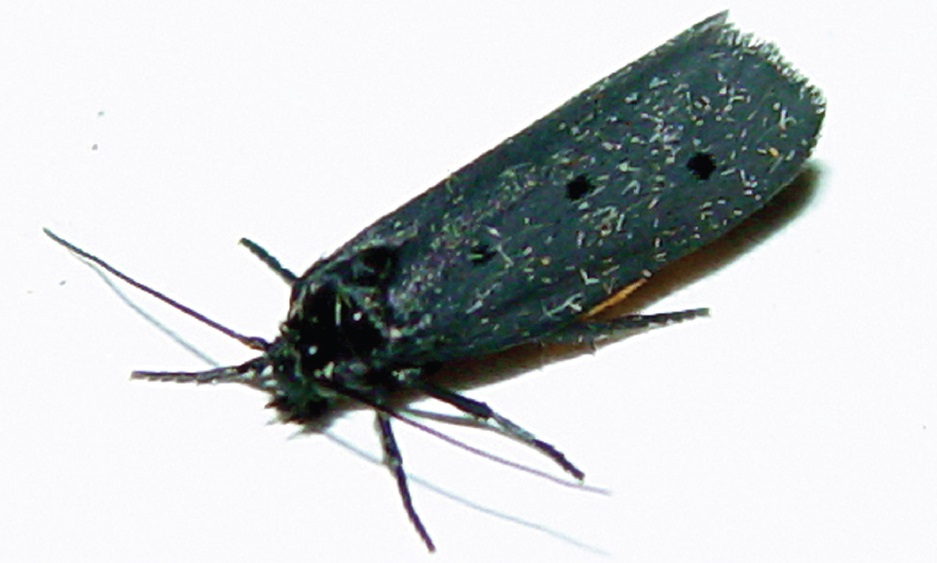
Ängsrutemal, Ethmia pyrausta. Imago
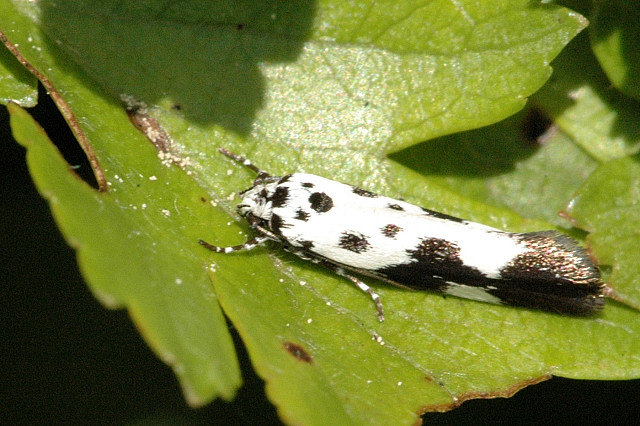
Lungörtssorgmal, Ethmia quadrillella. Imago
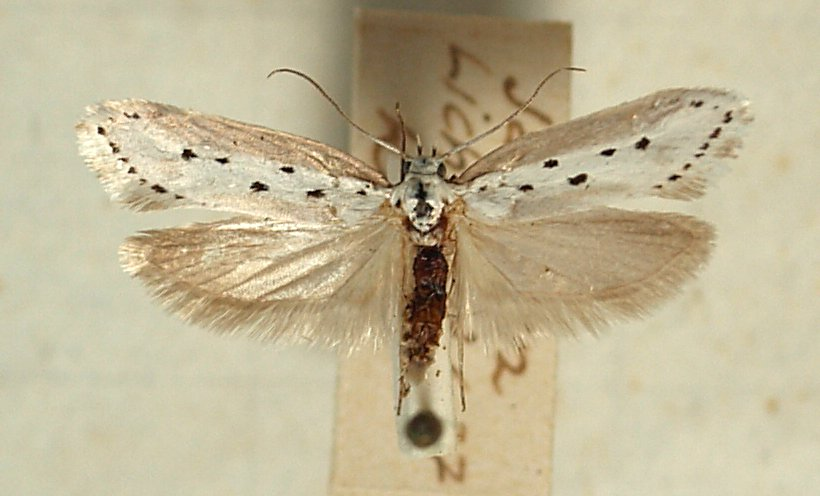
Gråkantad sorgmal, Ethmia terminella. Preparerad imago
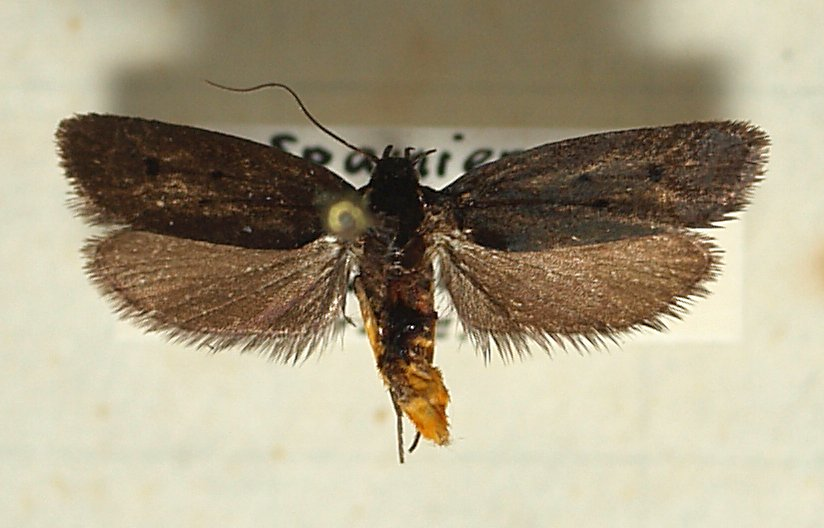
Ethmia chrysopyga. Preparerad imago